# Hemigaster mandibularis
Hemigaster mandibularis là một loài tò vò trong họ Ichneumonidae.